# 哈尼夫
哈尼夫（阿拉伯語：حنيف）是伊斯兰教術語，词根ḥ-n-f意即“拒绝”，就是“拒绝偶像崇拜”的意思 (Lane 1893) 。广义指的是所有追随先知易卜拉欣（亚伯拉罕）的教导，崇拜唯一神者，包括犹太人、基督徒和穆斯林。尤指蒙昧时代时（伊斯兰教复兴前）反对偶像崇拜，信仰一神论的人，包括没有信仰具体宗教，只崇拜一神的人和早期的阿拉伯基督徒（反对三位一体的）。